# Анналы Кольмара
Анналы Кольмара — корпус исторических источников XIII—XIV вв., объединённых общим происхождением из города Кольмар. Содержат описания как местной истории Эльзаса и Кольмара в XIII в., так и более общие сведения по истории соседних Франции и Германии.

## Издания
- Annalen und Chronik von Kolmar. Uebersetzt von H. Pabst. 2. Auflage. Neu bearbeitet von Wilhelm Wattenbach. Die Geschichtschreiber der deutschen Vorzeit. 2. Ausgabe. Band 75. Leipzig 1897.

- Annales Colmarienses minores // MGH, SS. Bd. XVII. Hannoverae. 1866, p. 189—193[2].

- Annales Colmarienses maiores // MGH, SS. Bd. XVII. Hannoverae. 1866, p. 202—232[3].

- De rebus Alsaticis ineuntis saeculi XIII // MGH, SS. Bd. XVII. Hannoverae. 1866, p. 232—237[4].

- Descriptio Alsatiae // MGH, SS. Bd. XVII. Hannoverae. 1866, p. 237—238[5].

- Descriptio Theutoniae // MGH, SS. Bd. XVII. Hannoverae. 1866, p. 238—240[6].

## Переводы на русский язык
- Малые анналы Кольмара в переводе В. Шульзингера с нем. на сайте Восточная литература

- Большие анналы Кольмара в переводе В. Шульзингера с нем. на сайте Восточная литература

- Родственники господина Альберта, короля римского в переводе В. Шульзингера с нем. на сайте Восточная литература

- Состояние Эльзаса к началу 13-го столетия в переводе В. Шульзингера с нем. на сайте Восточная литература

- Описание Эльзаса в переводе В. Шульзингера с нем. на сайте Восточная литература

- Описание Германии в переводе В. Шульзингера с нем. на сайте Восточная литература